# Hydriomena saga
Hydriomena saga là một loài bướm đêm trong họ Geometridae.